# 8. Infanterie-Brigade Nr. 89
Die 8. Infanterie-Brigade Nr. 89 war ein Großverband der Sächsischen Armee.

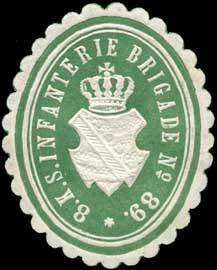
Siegelmarke

## Geschichte
Die Brigade wurde durch Verordnung des Kriegsministeriums zum 1. April 1899 mit Kommando in Zwickau errichtet. Sie gehörte zur 4. Division Nr. 40 und ihr waren das 6. Infanterie-Regiment Nr. 105 „König Wilhelm II. von Württemberg“ (abkommandiert zum XV. Armee-Korps), das 9. und 10. Infanterie-Regiment sowie die Bezirkskommandos Zwickau und Plauen unterstellt.
Zu Beginn des Ersten Weltkriegs wurde der Brigade die 1. Eskadron des 2. Husaren-Regiments Nr. 19 unterstellt, deren Hauptaufgabe in der Aufklärung lag.  Am 6. März 1915 schied das 10. Infanterie-Regiment Nr. 134 aus dem Brigadeverbund und dafür wurden das 11. und 14. Infanterie-Regiment eingereiht.
Im Verlauf des Krieges war die Brigade in die Kämpfe um Dinant eingebunden, die später als Massaker von Dinant bekannt wurden. Sie nahm an den Schlachten an der Aisne und  Marne teil, ging Mitte September 1914 in den Stellungskrieg in der Champagne und wurde in Flandern sowie im Artois eingesetzt. Dort kämpften die unterstellten Regimenter in der Lorettoschlacht sowie der Herbstschlacht bei La Bassée und Arras. Nach der Schlacht an der Somme beteiligte sich die Brigade ab November 1916 an den Stellungskämpfen im Wytschaete-Bogen, kam 1917 bei der Dritten Flandernschlacht zum Einsatz, die Ende des Jahres in den Kämpfen in der Siegfriedstellung mündeten. Nach den anfänglichen Erfolgen der Deutschen Frühjahrsoffensive 1918 befand sich die Brigade bis Kriegsende in permanenten Abwehrkämpfen. Mit dem Waffenstillstand von Compiègne erfolgte die Räumung des besetzten Gebietes und Verlegung in die Heimat nach Zwickau zurück. Dort wurde die Brigade bis Mitte Januar 1919 demobilisiert und schließlich aufgelöst.

## Kommandeure
| Dienstgrad                   | Name                    | Datum                                       |
| ---------------------------- | ----------------------- | ------------------------------------------- |
| Generalmajor                 | Hans von Uslar-Gleichen | 26. März 1899 bis 21. März 1902             |
| Generalmajor                 | Oskar Clausen           | 22. März 1902 bis 21. April 1905            |
| Generalmajor                 | Karl von Wardenburg     | 22. April 1905 bis 19. April 1906           |
| Generalmajor/Generalleutnant | Adolf Müller            | 20. April 1906 bis 31. März 1910            |
| Oberst                       | Franz von Schönberg     | 01. April bis 10. Juni 1910 (in Vertretung) |
| Generalmajor                 | Franz von Schönberg     | 11. Juni 1910 bis 19. März 1912             |
| Generalmajor/Generalleutnant | Max von Seydewitz       | 20. März 1912 bis 23. Dezember 1914         |
| Generalmajor                 | Rudolph Hammer          | 24. Dezember 1914 bis 19. April 1916        |
| Oberst                       | Kurt Stengel            | 21. April 1916 bis 19. November 1917        |
| Generalmajor                 | Albert von Abeken       | 20. November 1917 bis 14. Januar 1919       |

Die stellvertretende Infanterie-Brigade wurde während des Ersten Weltkriegs vom 1. August 1914 bis zum 30. November 1916 von Generalmajor/Generalleutnant Sylvio von Kospoth geführt. Als sein Nachfolger fungierte Generalmajor/Generalleutnant Richard Kaden.